# Alí ibn Issa al-Kahhal
Xàraf-ad-Din Alí ibn Issa ibn Ali al-Mawsilí al-Kahhal (àrab: شرف الدين علي بن عيسى بن علي الموصلي الكَحَّال, Xaraf ad-Dīn ʿAlī b. Īsà b. ʿAlī al-Mawṣilī al-Kaḥḥāl), també conegut simplement com Alí ibn Issa o Alí ibn Issa al-Kahhal —‘Alí ibn Issa l'Oculista’— (primera meitat del segle ix) va ser un oftalmòleg àrab de molt renom. Era cristià i va exercir la medicina a Bagdad.
La seva principal aportació és Tàdhkirat al-kahhalin (Memòria per als oculistes), també coneguda per la seva primera paraula com Rissala (Epístola), obra que s'ha utilitzat fins a temps recents. Fou traduïda a l'alemany a Leipzig el 1904.